# Бойер, Мигель
Мигель Бойе́р Сальвадо́р (исп. Miguel Boyer Salvador; 5 февраля 1939, Сен-Жан-де-Люз, Франция — 29 сентября 2014, Мадрид) — испанский экономист и государственный деятель, министр экономики, финансов и торговли Испании (1982—1985).

## Биография
Окончил экономический факультет Мадридского университета Комплутенсе, также имел степень по физике того же университета. Был профессором в Школе инженеров телекоммуникации.
Работал в качестве директора по планированию в компании Union Explosivos Rio Tinto S.A., затем — старшим экономистом в Банке Испании. Впоследствии стал заместителем директора, а в 1974 году — директором национального индустриального института. Являлся одним из акционеров Ibercorp.
В 1960 году вступил в Социалистическую партию и примкнул к её социал-демократическому крылу. В середине 1970-х годов помогал Фелипе Гонсалесу в создании внутрипартийной фракции. Вместе с Карлосом Солчагой являлся одним из архитекторов экономической политики партии.
В 1979—1980 годах — депутат парламента Испании.
В 1982—1985 годах — министр экономики, финансов и торговли в первом кабинете Фелипе Гонсалеса. Являлся приверженцем неолиберальных идей и сторонником более тесной интеграции Испании в Европейский союз. Среди его наиболее важных решений: национализация правительством группы компаний Rumasa в феврале 1983 года, а также известный «декрет Бойера» или закон об аренде, который превратил контракты из пожизненных во временные. В 1985 году после того как ему было отказано в назначении на пост вице-премьера ушел в отставку.
Также являлся председателем Banco Exterior, возглавлял углеводородно-распределительную компанию CLH и работал в фонде содействия строительству (FCC). В 1999—2005 годах занимал должность председателя правления CLH. В мае 2010 года был назначен членом правления первой испанской команды в классе Формула-1 Hispania Racing. Также являлся независимым членом совета директоров Red Electrica Corporacion SA.
В феврале 1992 года Бойер и управляющий Банка Испании Мариано Рубио были заподозрены в мошенничестве, связанном с ценовым манипулированием по отношению к Ibercorp. Бойер избежал ответственности, тогда как Рубио был осужден.
В феврале 2012 года был госпитализирован с инсультом и после длительной реабилитации вернулся к обычной жизни. Умер от тромбоэмболии лёгочной артерии.